# Félicie Albert
Félicie Albert es una física estadounidense nacida en Francia que trabaja en aceleradores de plasma láser. 

## Biografía

### Primeros años
Recibió una licenciatura en ingeniería en 2003 por la Ecole Nationale Supérieure de Physique de Marseille (ahora Escuela Central de Marsella), una maestría en óptica por la Universidad de Florida Central en 2004 y un doctorado en la Ecole Polytechnique en 2007, antes de unirse LLNL como becaria postdoctoral en 2008. Su principal experiencia es "la generación y aplicaciones de nuevas fuentes de electrones, rayos X y rayos gamma mediante la interacción láser-plasma, aceleración láser-campo de estela y dispersión Compton".

### Carrera
Se desempeña como subdirectora del Centro de Ciencias de Alta Densidad de Energía en el Laboratorio Nacional Lawrence Livermore y científica del personal de la Dirección Nacional de Ciencias de Fotones e Instalaciones de Ignición y de la organización Conjunta de Ciencias de Alta Densidad de Energía.

## Premios y honores
Recibió el premio Katherine E. Weimer de la Sociedad Estadounidense de Física en 2017 y el premio presidencial de carrera temprana para ciencias e ingenieros en 2019. También en 2019, fue nombrada miembro de la Sociedad Estadounidense de Física, después de una nominación de la División de Física del Plasma de la APS, "por muchas contribuciones originales al desarrollo de haces de rayos X direccionales para sondear materia de alta densidad de energía". En 2023, fue nombrada miembro de Óptica, "por su investigación pionera sobre el desarrollo y las aplicaciones de fuentes de rayos X impulsadas por la aceleración del campo de vigilia láser y su liderazgo en la iniciativa LaserNetUS".